# Relazioni bilaterali tra Giappone e Italia
Le relazioni bilaterali tra il Giappone e l'Italia sono iniziate formalmente il 25 agosto 1866, ma i primi contatti tra i due paesi risalgono almeno al XVI secolo, quando la prima missione giapponese in Europa giunse a Roma nel 1585 guidata da Itō Mancio.
Nel XIX secolo Italia e Giappone videro grandi cambiamenti nella loro struttura politica e sociale, con la prima che conquistò la sua unità nazionale nel 1861 e il secondo che entrò, a partire dal 1868, in un processo di profonda modernizzazione su linee occidentali che prese il nome di Restaurazione Meiji. In questo stesso periodo i rapporti si fecero via via sempre più stretti, culminando con la partecipazione dei due paesi a entrambe le guerre mondiali in qualità di alleati.
Nel secondo dopoguerra Italia e Giappone furono interessati entrambi da un periodo di forte crescita economica, che permise loro di risollevarsi dalla situazione disastrosa in cui si erano ritrovati dopo la fine del conflitto e di stringere rinnovati accordi economici e commerciali, nonché attivi rapporti di collaborazione scientifica per lo sviluppo tecnologico.
Le relazioni moderne sono buone e l'Italia risulta essere uno dei paesi più amati in Giappone e una delle destinazioni turistiche europee più gettonate, grazie soprattutto al successo del marchio Made in Italy che ha contribuito, fin dagli anni novanta del XX secolo, ad accrescere l'apprezzamento dei giapponesi per la cultura italiana. D'altra parte anche gli italiani dimostrano di apprezzare la cultura giapponese, e sono molti gli eventi in Italia dedicati alla cultura di massa e alla tradizione e arte del Paese nipponico.

## Storia

### Primi contatti

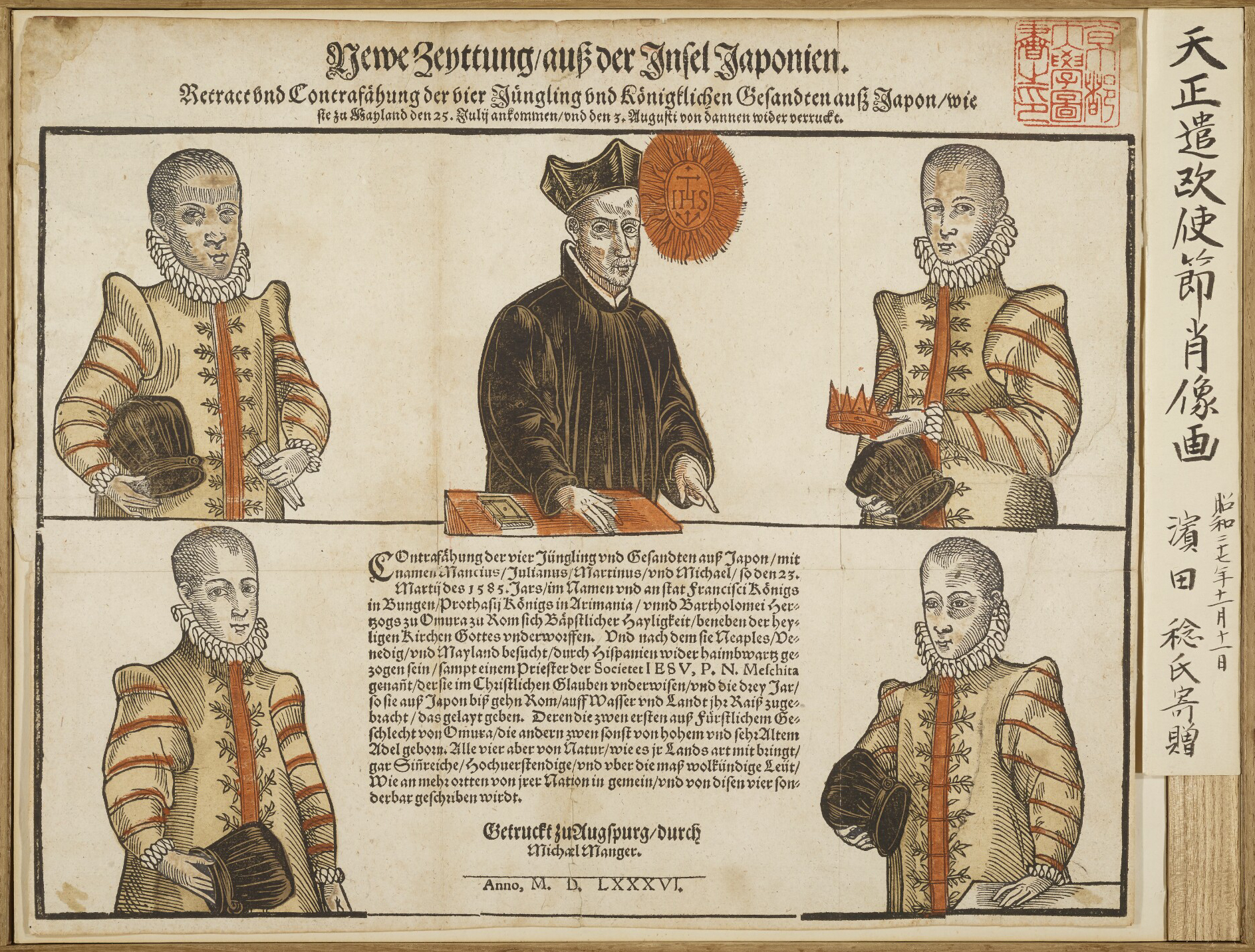
La delegazione giapponese inviata in Italia nel 1585. In alto da sinistra a destra: Giuliano Nakaura, Diogo de Mesquita, Itō Mancio; in basso da sinistra a destra: Martino Hara e Michele Chijiwa.

Benché le relazioni tra Giappone e Italia siano iniziate formalmente con la firma del primo trattato di amicizia nel 1866, i primi contatti tra le due nazioni possono essere fatti risalire al XIII secolo, quando Marco Polo venne a conoscenza dell'esistenza del Giappone, che nel suo Milione chiamò Cipango (o Zipangu). Pur non avendo mai messo piede sul suolo giapponese, il navigatore veneziano descrisse il Paese nipponico come una grande isola indipendente piena di ricchezze.
Il Giappone rimase relativamente isolato e per questo immune all'influenza occidentale almeno fino al 1542, quando nel Paese asiatico approdò la prima nave europea insieme ai primi gesuiti portoghesi e italiani. La prima missione giapponese in terra straniera partì invece nel 1582 su iniziativa del missionario Alessandro Valignano e dei daimyō cristiani Ōtomo Sōrin, Ōmura Sumitada e Arima Harunobu. La delegazione, passata alla storia come ambasciata Tenshō, era costituita da quattro giovani dignitari: Itō Mancio, Giuliano Nakaura, Martino Hara e Michele Chijiwa, ai quali si unì il padre gesuita Diogo de Mesquita che fece loro da interprete e ispiratore. Essi giunsero in Italia nel 1585 venendo ricevuti a Roma da Papa Gregorio XIII e soprattutto dal suo successore Papa Sisto V, il quale fece loro dono della Chiesa di Santa Maria dell'Orto, che da allora rappresenta il luogo di culto di riferimento per la comunità cattolica giapponese della capitale italiana. Nel 1615 il daimyō di Sendai, Date Masamune, inviò un'ulteriore delegazione alla cui testa vi era il samurai Hasekura Tsunenaga. Quest'ultimo incontrò Papa Paolo V, a cui fece formale richiesta di un trattato commerciale tra Giappone e Messico (allora Vicereame della Nuova Spagna), oltre che l'invio di missionari cristiani in Giappone.

### Inizio dei rapporti ufficiali
Nel corso del XIX secolo Italia e Giappone vissero processi storici simili, che portarono a enormi cambiamenti nella struttura politica e sociale dei due paesi. L'Italia infatti conseguì la propria unità nazionale nel 1861 durante il periodo noto come Risorgimento, mentre il Giappone vide la fine del sistema Bakufu e l'inizio nel 1868 di un processo di profonda modernizzazione su linee occidentali che prese il nome di Restaurazione Meiji.
Questo periodo coincise anche con l'inizio delle relazioni formali tra i due paesi: nel 1860 attraccò a Nagasaki la prima nave mercantile italiana, mentre l'arrivo della pirocorvetta militare Magenta nel porto di Yokohama (27 maggio 1866) portò alla firma del trattato di amicizia e commercio il 25 agosto dello stesso anno, ratificato a Edo dal capitano Vittorio Arminjon. Di conseguenza le navi italiane poterono espandere le loro attività anche ai porti di Kanagawa, Nagasaki e Hakodate. Un anno più tardi Tokugawa Akitake, fratello minore dello shōgun Tokugawa Yoshinobu, si recò in Italia nell'ambito del primo viaggio ufficiale giapponese nel Paese europeo, che corrispose altresì all'ultimo viaggio ufficiale organizzato dallo shogunato Tokugawa, ormai prossimo alla sua caduta. L'inizio dei rapporti ufficiali fu caratterizzato inoltre da un intenso scambio commerciale, che portò l'Italia, tra la fine del periodo Edo (1603-1868) e l'inizio del periodo Meiji (1868-1912), ad assorbire fino a un quinto delle esportazioni giapponesi di uova da baco da seta.

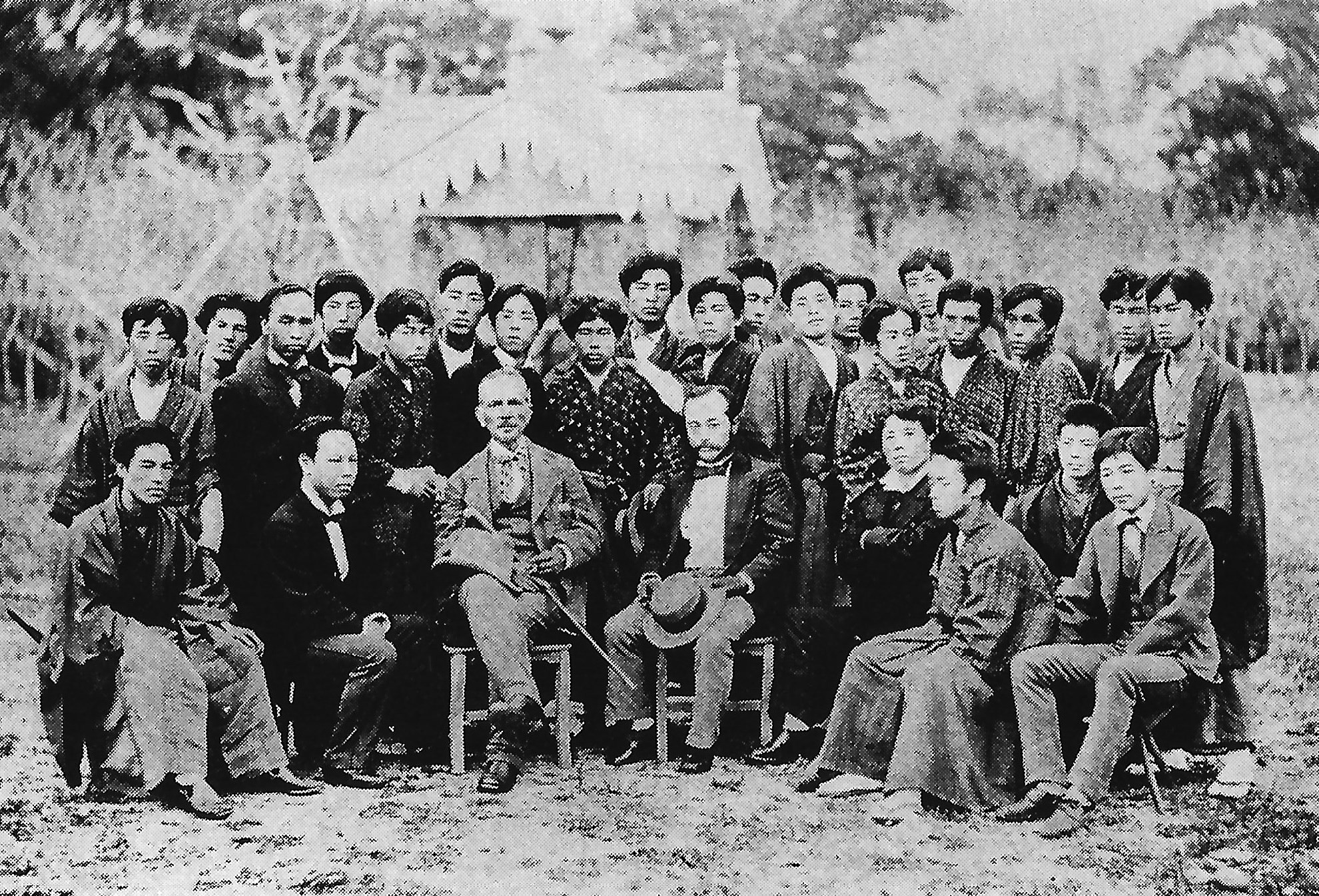
Antonio Fontanesi fotografato insieme agli studenti della Scuola tecnica di belle arti di Tokyo nel 1878

Nel 1873 giunse in Italia la missione Iwakura, organizzata dal nuovo governo nell'ambito della serie di misure prese dallo stesso volte a rinnovare il Giappone. Figura chiave delle relazioni tra i due paesi fu il conte Alessandro Fè d'Ostiani, designato ministro plenipotenziario per la Cina e il Giappone nel 1870, il quale accompagnò i membri della missione durante la loro visita. La missione visitò città quali Firenze, Napoli, Venezia e Roma, dove venne ricevuta da Vittorio Emanuele II. L'interesse principale per l'Italia fu diretto all'artigianato e ai diversi aspetti della modernizzazione nel paese.

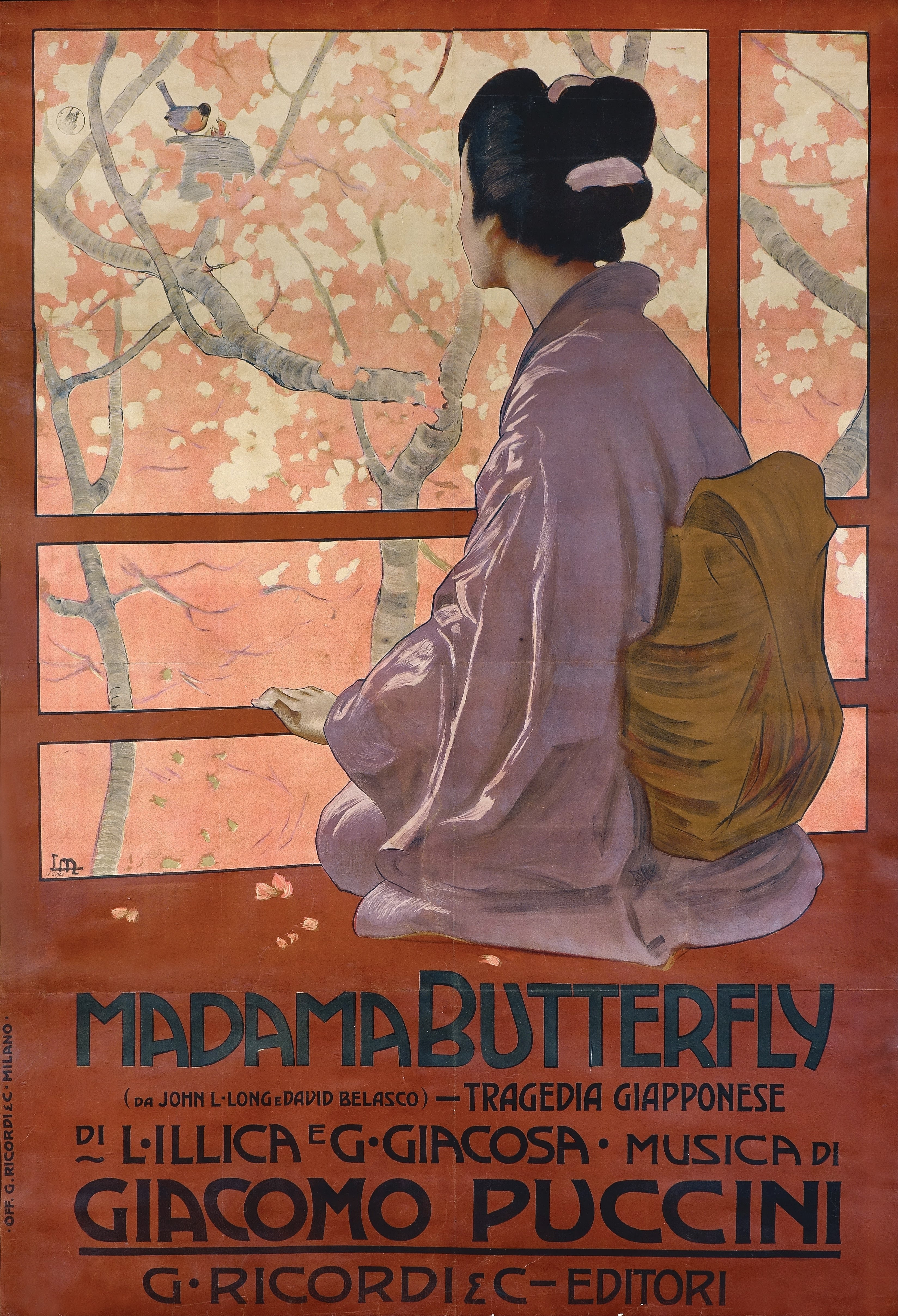
Poster teatrale di Madama Butterfly di Puccini. L'opera, ambientata a Nagasaki, debuttò alla Scala di Milano nel 1904.

Nel frattempo alcuni italiani ottennero importanti cariche pubbliche e onorevoli all'interno del governo giapponese, a testimonianza della crescente influenza dell'Italia nel Paese nipponico. Edoardo Chiossone divenne nel 1872 direttore dell'Officina Carte e Valori del Ministero delle finanze, Alessandro Paternostro fu consigliere giuridico per il Ministero della giustizia dal 1885 al 1890, il generale Pompeo Grillo lavorò invece alla fonderia di Osaka dal 1884 al 1888, seguito dal maggiore Quaratesi dal 1889 al 1890 e dal maggiore Scipione Braccialini, che si occupò dell'insegnamento della balistica, dal 1892 al 1893.
Anche l'arte e la cultura giapponese finirono per subire l'influenza dell'Italia: il pittore Antonio Fontanesi, lo scultore Vincenzo Ragusa e l'architetto Giovanni Vincenzo Cappelletti giunsero in Giappone nel 1876 invitati dal governo di Tokyo, nell'ambito del processo di modernizzazione fortemente voluto dell'imperatore Mutsuhito. Fontanesi divenne rettore e responsabile del dipartimento artistico della Scuola tecnica di belle arti di Tokyo, Ragusa ebbe un ruolo significativo nello sviluppo delle moderne arti scultoree giapponesi introducendo in Giappone le tecnologie di fusione del bronzo e altre tecniche europee di scultura, mentre Cappelletti progettò il museo militare Yūshūkan del santuario Yasukuni. La popolarità dell'opera lirica in Italia portò invece allo sviluppo di un inedito genere musicale chiamato "opera giapponese", il quale a sua volta influenzò l'opera italiana, come nel caso di Madama Butterfly di Giacomo Puccini.
Nel 1894 venne stipulato un ulteriore accordo tra i due paesi che andò a rafforzare quello del 1866, mentre nel 1912 fu siglato un trattato di commercio e di navigazione. Italia e Giappone fecero altresì parte dell'Alleanza delle otto nazioni che sedò la ribellione dei Boxer in Cina tra il 1899 e il 1901.

### Durante prima e seconda guerra mondiale

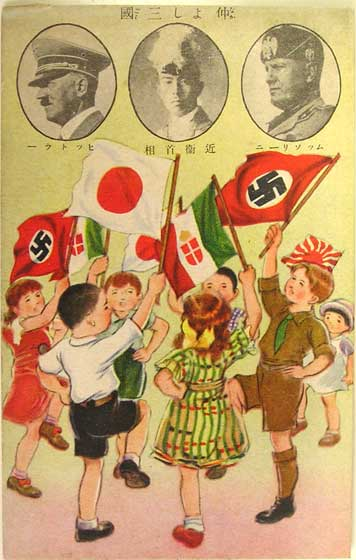
Buoni amici in tre paesi (1938): cartolina di propaganda giapponese per celebrare la partecipazione dell'Italia al patto anticomintern il 6 novembre 1937. In alto, Hitler, Konoe e Mussolini sono ritratti in ciascun medaglione.

Durante la prima guerra mondiale i due paesi si ritrovarono alleati nella vittoria contro gli Imperi centrali. Dopo la guerra, il Regno d'Italia risultò essere una delle nazioni favorevoli alla clausola sull'uguaglianza razziale proposta dall'Impero giapponese durante la conferenza di pace di Parigi del 1919. Le relazioni militari tra i due paesi proseguirono anche in occasione dell'intervento in Siberia (1918-1922), operazione che avvenne nel quadro generale di un più vasto piano di intervento delle potenze occidentali e del Giappone a sostegno delle forze dell'Armata Bianca contro l'Armata Rossa durante la guerra civile russa.
Intanto, nel 1920, i piloti Guido Masiero e Arturo Ferrarin insieme ai rispettivi motoristi Roberto Maretto e Gino Capannini avevano portato a termine con successo il raid Roma-Tokyo, la cui realizzazione fu auspicata da Gabriele D'Annunzio e Harukichi Shimoi, e che rappresentò il primo collegamento aereo tra l'Europa e il Giappone.
La situazione venutasi a creare dopo il termine della prima guerra mondiale e il malcontento maturato in seguito al trattato di Versailles del 1919 spinsero l'Italia ad aderire nel 1937 al patto anticomintern (accordo stretto un anno prima tra Giappone e Germania nazista con lo scopo di contrastare l'opera dell'Internazionale Comunista), il quale originò il primo embrione dell'alleanza tripartita che sarebbe poi stata formalizzata il 27 settembre 1940 a Berlino. Nel periodo intercorso tra questi due accordi Giappone e Italia allacciarono importanti contatti politici e diplomatici che sfociarono in vari accordi commerciali ed economici, suggellati dalla missione economica italiana a Nagasaki del 1938. I rapporti tra i due paesi furono agevolati dal riconoscimento della sovranità italiana sull'Africa orientale da parte del Giappone, che permise l'apertura di importanti rotte commerciali tra quest'ultimo e le nuove colonie italiane. Nel 1923 Keizō Shibusawa, che negli anni seguenti diverrà prima governatore della Banca del Giappone e poi ministro delle finanze, visitò l'Italia in occasione di uno dei suoi viaggi d'affari, soggiornando a Roma, Firenze e Milano.
Successivamente anche altri Stati entrarono a far parte della coalizione aderendo al patto tripartito (soprattutto nazioni insoddisfatte dell'assetto geopolitico venutosi a creare in seguito alla prima guerra mondiale), andando a formare le cosiddette potenze dell'Asse, le quali presero parte alla seconda guerra mondiale in contrapposizione ai paesi alleati. Tuttavia, con la firma dell'armistizio di Cassibile nel 1943, le relazioni tra Giappone e Italia subirono un brusco arresto: gli italiani che in quel momento si trovavano impegnati in operazioni militari in Giappone vennero infatti internati e rinchiusi in diversi campi di prigionia sparsi per il Paese nipponico. Stessa sorte toccò a studiosi e intellettuali dell'epoca, come l'orientalista fiorentino Fosco Maraini. L'Impero giapponese mantenne comunque relazioni politico-economiche con la Repubblica Sociale Italiana per tutta la durata di quest'ultima (1943-1945), benché i rapporti tra i due Stati non furono mai idilliaci a causa di basilari divergenze di scopi bellici durante gli anni conclusivi del conflitto.

### Rapporti dal secondo dopoguerra a oggi
Durante la guerra fredda il Giappone e l'Italia, entrambe uscite sconfitte dal secondo conflitto mondiale, ripresero a collaborare entrando a far parte del cosiddetto blocco occidentale (guidato dagli Stati Uniti d'America) che per circa mezzo secolo si contrappose politicamente e ideologicamente al blocco orientale (Unione Sovietica, alleati del patto di Varsavia e Paesi amici).

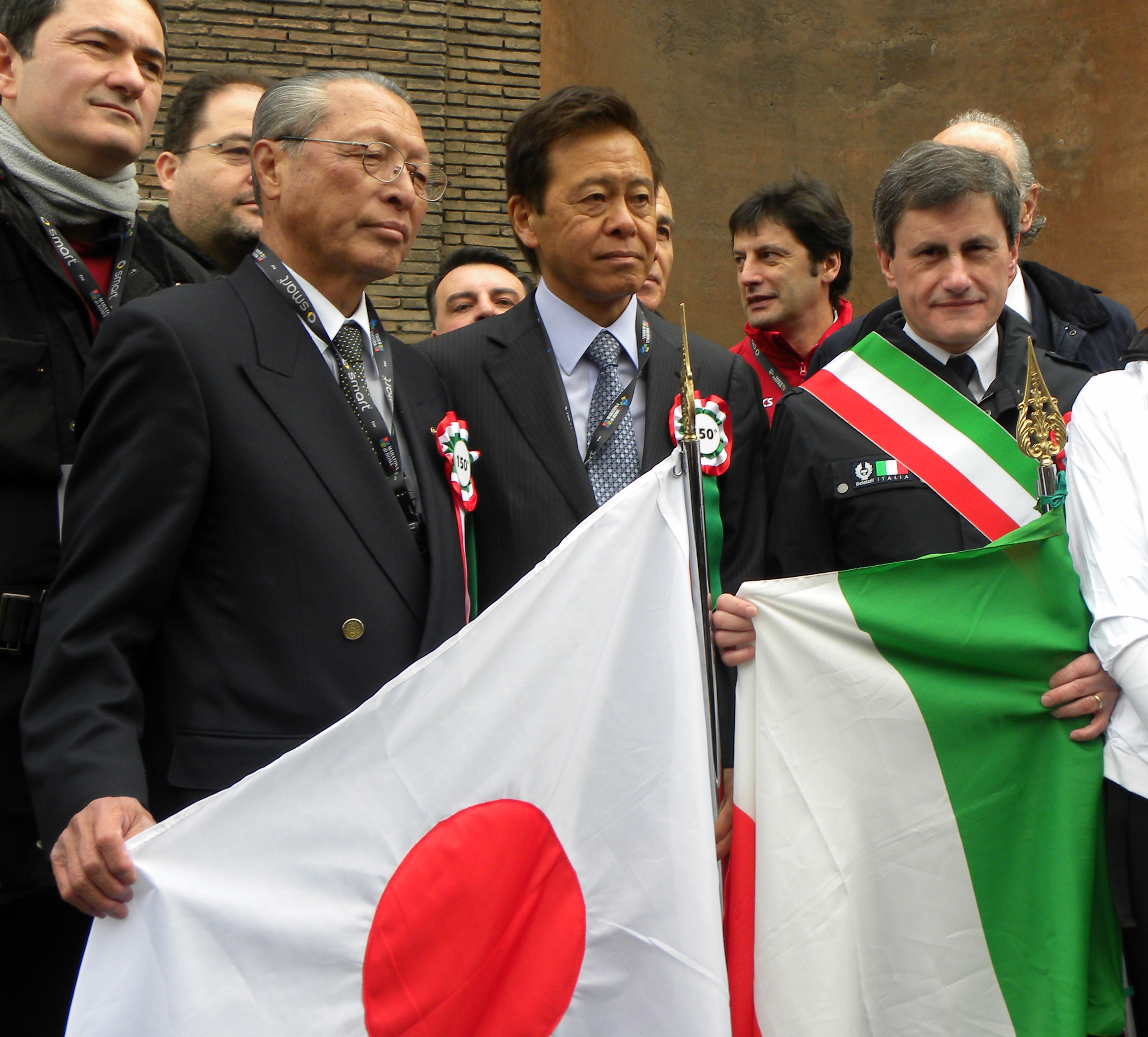
L'ambasciatore giapponese in Italia Hiroyasu Ando (al centro) con l'allora sindaco di Roma Gianni Alemanno (a destra) nel 2011.

Nello stesso periodo i due paesi furono interessati entrambi da una fase di forte crescita economica, che permise loro di risollevarsi dalla situazione disastrosa degli anni immediatamente successivi alla fine della guerra. L'Italia, grazie al suo ruolo di nazione cerniera fra l'Europa occidentale, la Penisola balcanica, l'Europa centrale e l'Africa settentrionale, beneficiò a partire dal 1947 di consistenti aiuti da parte del Piano Marshall. Questi, sommati al basso costo del lavoro, determinarono una grande espansione nell'economia del paese tra gli anni cinquanta e sessanta. Allo stesso modo il Giappone, grazie all'assistenza degli Stati Uniti d'America e la concomitanza di alcuni fattori favorevoli (come il prezzo accessibile del petrolio, l'intervento del governo giapponese volto a sostenere le imprese nipponiche e la determinazione della gente nell'uscire in fretta dalla situazione deficitaria), riuscì a risollevarsi velocemente imponendosi, già negli anni sessanta, come terza potenza economica al mondo. Così, da paesi prevalentemente rurali, Italia e Giappone si ritrovarono a essere grandi potenze industriali e, sebbene i settori in cui riuscirono a imporsi differissero notevolmente l'uno dall'altro (si pensi al Made in Italy e ai prodotti elettronici giapponesi), entrambi riuscirono ad affermarsi in modo simile in quello automobilistico. Proprio il successo del marchio Made in Italy negli anni novanta portò in quel periodo a un aumento considerevole dell'apprezzamento dei giapponesi per la cultura e tradizione italiana. Tuttavia, dopo circa trent'anni di crescita, entrambi i paesi sperimentarono una lunga fase di recessione economica, aggravata dal comune fenomeno dell'invecchiamento della popolazione che a sua volta portò all'esplosione del debito pubblico e alla perdita di produttività e competitività nei sistemi di produzione delle due nazioni.

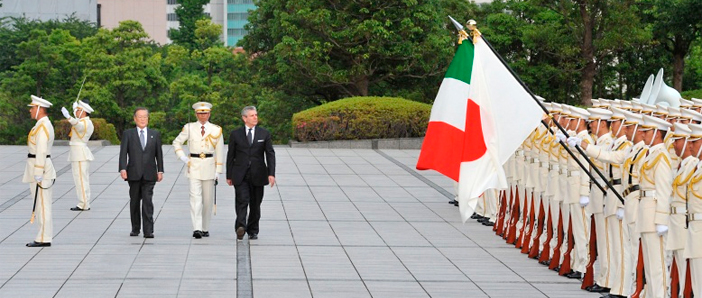
La visita in Giappone dell'allora ministro della difesa italiano Giampaolo Di Paola nel 2012

Nel 2002 l'allora presidente della Repubblica italiana Carlo Azeglio Ciampi descrisse i rapporti tra i due paesi come fondati su una base di «un'ormai antica e salda amicizia, alimentati da una continua tradizione di scambio e collaborazione». Nel 2009 il governò giapponese donò all'Italia più 6 milioni di euro nell'ambito del progetto di assistenza e ricostruzione della città dell'Aquila, colpita da un terremoto nell'aprile di quell'anno. Allo stesso modo l'Italia, nel 2011, si pose in prima linea per quanto riguarda la fornitura di aiuti umanitari verso il Giappone in seguito al terremoto e maremoto del Tōhoku, oltre a prodigarsi negli anni successivi in iniziative di solidarietà, provenienti soprattutto dal settore privato. Nel 2014 il Presidente del Consiglio italiano Matteo Renzi descrisse le relazioni con il Giappone come «assolutamente importanti e cruciali».
L'Italia è uno dei Paesi più amati dalle donne e dai giovani giapponesi e una delle destinazioni turistiche europee più gettonate, mentre la lingua italiana è una delle lingue più studiate. In Italia hanno molto successo manifestazioni ed eventi dedicati alla cultura giapponese, soprattutto quelle incentrate sulla cultura di massa (anime, manga, cinematografia) e quelle dedicate alla gastronomia, all'arte e alla tradizione del Giappone.

## Relazioni economiche e commerciali
Le relazioni economiche e commerciali tra le due nazioni nel complesso sono buone. A partire dal 2011 le esportazioni italiane in Giappone hanno conosciuto una notevole accelerazione, grazie principalmente al rafforzamento dello yen e alla netta flessione delle importazioni dal Giappone, che ha determinato il primo avanzo commerciale a favore dell'Italia nella storia delle relazioni commerciali tra i due paesi. Negli anni precedenti infatti gli scambi commerciali tra Italia e Giappone avevano denotato una dinamica piuttosto stabile e costante, che rispecchiava in qualche modo la crescita limitata delle rispettive economie, con tassi decisamente inferiori alla media mondiale ed europea.
Al 2012 i principali prodotti esportati dal Giappone verso l'Italia erano automobili (14,9%), motocicli (7,3%), motori (5,5%) e composti chimico-organici (4,3%), mentre l'Italia esportava soprattutto medicinali (21,6%), pelletteria (10,0%), abbigliamento (9,8%) e composti chimico-organici (5,0%), oltre a macchinari per l'industria e beni agro-alimentari. Sempre nel 2012 le aziende giapponesi inserite nel mercato italiano erano 217, concentrate principalmente nel settore meccanico, elettronico, chimico e tessile, oltre che in ambito commerciale. Le aziende italiane in Giappone erano invece 68 e attive, oltre che nell'abbigliamento, anche nel settore automobilistico, motociclistico e alimentare, nonché nel settore della ristorazione e dell'import-export, soprattutto di prodotti alimentari.

## Relazioni politiche

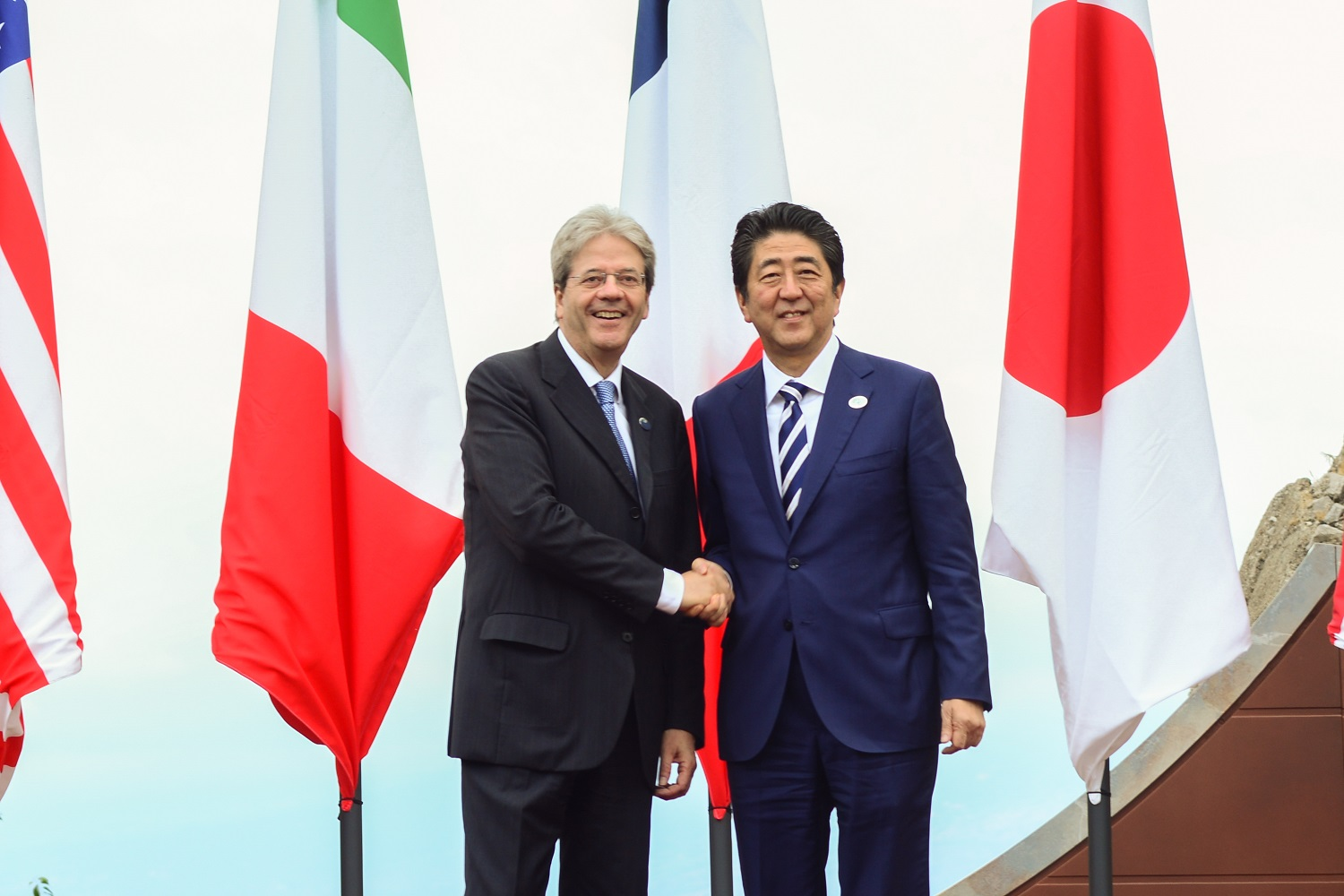
Paolo Gentiloni accoglie Shinzō Abe al 43º G7, tenutosi a Taormina nel 2017

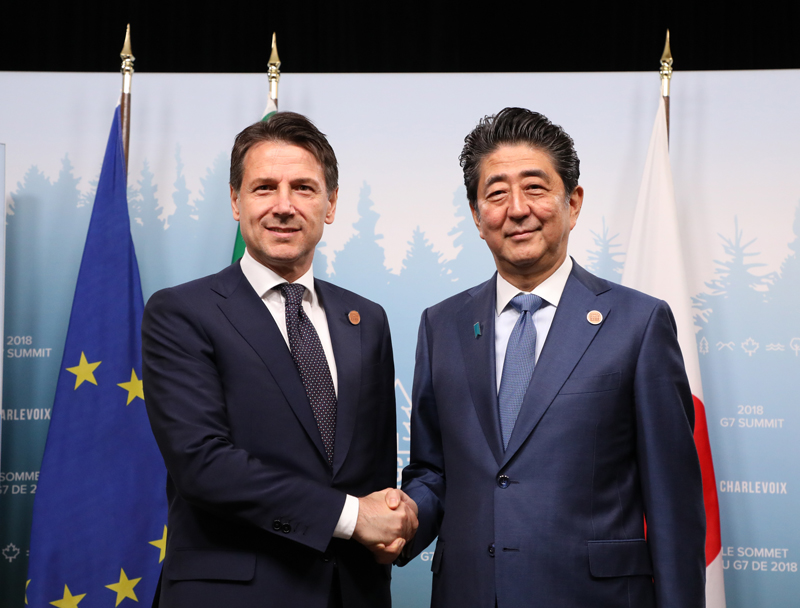
Giuseppe Conte e Shinzō Abe al 44º G7, tenutosi a La Malbaie nel 2018

Le relazioni politiche tra Giappone e Italia sono buone: entrambi i paesi fanno parte dell'esecutivo dell'Organizzazione per la cooperazione e lo sviluppo economico, ed entrambi sono membri del G7 (rispettivamente in seconda e sesta posizione) e del G8. Per questo motivo nel corso degli anni vi sono state numerose visite ufficiali di personalità giapponesi in Italia e viceversa:

## Dati comparati
Nonostante appaiano piuttosto differenti sia etnicamente che culturalmente, Giappone e Italia hanno in comune alcuni aspetti: per entrambi i paesi le piccole e medie imprese rappresentano un'importante fetta del PIL, benché il debito pubblico del Giappone risulti essere quasi il doppio di quello italiano (226% contro 133% nel 2014) e il tasso di disoccupazione sia molto più basso in Giappone rispetto all'Italia (4% contro 12,2% nel 2014). Inoltre Italia e Giappone entro il 2050 risulteranno essere due delle nazioni più "vecchie" al mondo, con una percentuale di anziani sopra i 65 anni che raggiungerà il 36% e il 33% rispettivamente.
|                        | Italia                                                                                 | Giappone                                                                              |
| ---------------------- | -------------------------------------------------------------------------------------- | ------------------------------------------------------------------------------------- |
| Continente             | Europa                                                                                 | Asia                                                                                  |
| Popolazione            | 60.483.973 (23º) (2017)                                                                | 126.496.000 (11º) (2018)                                                              |
| Superficie             | 302.073 km²                                                                            | 372.824 km²                                                                           |
| Densità di popolazione | 200,23 ab./km² (42º)                                                                   | 340,8 ab./km² (37º)                                                                   |
| Capitale               | Roma                                                                                   | Tokyo                                                                                 |
| Città più popolata     | Roma – 2.872.800 ab. (2017)                                                            | Tokyo – 13.737.475 ab. (2017)                                                         |
| Forma di governo       | Repubblica parlamentare                                                                | Monarchia parlamentare                                                                |
| Lingua ufficiale       | Italiano                                                                               | Giapponese (de facto)                                                                 |
| Religioni              | 91,6% Cristianesimo, 6,72% non religiosi, 2,01% Islam (2008, vedi Religioni in Italia) | 67% non religiosi, 22% Buddhismo, 2% Cristianesimo (2011, vedi Religioni in Giappone) |
| Valuta                 | Euro                                                                                   | Yen                                                                                   |
| PIL (nominale)         | €1.838.470 milioni (pro capite $30.260) (2018)                                         | $5.960.269 milioni (pro capite $38.917) (2015)                                        |
| Popolazione espatriata | 3.995 italiani risiedono in Giappone (2016)                                            | 7.718 giapponesi risiedono in Italia (2017)                                           |